# Synchlora minuata
Synchlora minuata là một loài bướm đêm trong họ Geometridae.